# George Odhiambo
George Odhiambo est un footballeur kényan, né le 31 décembre 1992 à Thur Gem au Kenya. Il évolue comme attaquant.

## Biographie
George Odhiambo commence sa carrière au Gor Mahia FC à l'âge de 16 ans. Intégrant très rapidement l'équipe nationale du Kenya, il attire vite de nombreux regards.
Le 1er janvier 2011, le site internet Goal.com le cite parmi les 100 espoirs qui pourraient faire parler d'eux en 2011. Dans cette liste figurent des joueurs d'une plus grande renommée comme Eden Hazard, Thiago Alcantara, Jordan Ayew, Yacine Brahimi, et bien d'autres…
Le 10 novembre 2010, Odhiambo s'engage avec le club danois du Randers FC, le transfert n'étant effectif que le 11 janvier 2011 pour des problèmes administratifs.

## Sélection nationale
George Odhiambo débute en sélection à l'âge de 16 ans durant l'année 2009.
Il est depuis devenu un titulaire régulier aux côtés de McDonald Mariga, Dennis Oliech ou encore Patrick Osiako, ayant été titularisé à huit reprises sur ses treize premières sélections.

## Palmarès

### En club
Vierge

### Individuel
- Meilleur joueur du Championnat du Kenya : 2010[4]